# Moben Kitchens Classic
De Moben Kitchens Classic was een jaarlijks golftoernooi voor vrouwen in Engeland, dat deel uitmaakte van de Ladies European Tour. Het toernooi werd jaarlijks gehouden maar er waren maar twee edities in 1981 en 1982. Het vond plaats op de Mere Golf & Country Club in Knutsford, Cheshire.

## Winnaressen
- 1981:  Dale Reid[1]
- 1982:  Catherine Panton[2]